# Roy Gerela
Roy Gerela (Alberta, 2 aprile 1948) è un ex giocatore di football americano canadese che ha militato nel ruolo di placekicker nella National Football League (NFL).

## Carriera
Gerela fu scelto nel quarto giro del Draft NFL 1969 dagli Houston Oilers, giocandovi per due stagioni. Firmò con i Pittsburgh Steelers prima della stagione 1971 e divenne rapidamente popolare tra i tifosi della squadra che fondarono un fan club, i "Gerela's Gorillas." Guidò la AFC in punti segnati nel 1973 e 1974 e fu convocato per il Pro Bowl nel 1972 e 1974.
Gerela vinse tre Super Bowl con gli Steelers, nel 1974, 1975 e 1978 ma fu svincolato prima dell'inizio della stagione 1979 in favore del rookie Matt Bahr. Disputò tre partite per i San Diego Chargers nel 1979 prima di infortunarsi all'inguine e chiudere la carriera.
Gerela si trova al terzo posto per punti segnati in carriera con gli Steelers dietro a Gary Anderson e Jeff Reed.

## Palmarès

### Franchigia
- Super Bowl : 3

Pittsburgh Steelers: IX, X, XIII
- American Football Conference Championship: 3

Pittsburgh Steelers: 1974, 1975, 1978

### Individuale
- Convocazioni al Pro Bowl: 2

1972, 1974